# طاسيلي ناجر
طاسيلي ناجّر أو تاسيلي نعاجر ( باللغة الطارقية تاسّيلي ن أزجر / ⵜⴰⵙⵉⵍⵉ ⵏ ⴰⵣⴶⵔ والتي تعني "هضبة الثور") هي سلسلة جبلية تقع في وسط الصحراء في الجنوب الشرقي للجزائر بإليزي، وقليلاً على الأراضي الليبية. يوجد فيها واحدة من أهم التشكيلات للرسومات الكهفية لما قبل التاريخ في العالم.

## جغرافيا
وهي هضبة قاحلة حصوية ترتفع بأكثر من 2000 م عن سطح البحر عرضها من 50 إلى 60 كم وطولها 800 كم مشكلة مساحة تقدر72,000 كـم2 (28,000 ميل2)، أعلى قمة جبلية وهي أدرار أفاو ترتفع ب 2،158 م، ويظهر في المنحدرات العالية على ارتفاع 1500 متر في المتوسط فوق عروق مرزق وأوباري في الشرق وأدمر في تينيري في الجنوب. وإلى الشمال، تُفقد هذه الهضبة المرتفعة في كثبان إيساوان وبورهارت.
على كل مساحتها ترتفع من على الرمال قمم صخرية متآكلة جدا تعرف بالغابات الصخرية وكأنها أطلال مدن قديمة مهجورة بفعل الزمن والعواصف الرملية.تتخللها فتحات في الجرف - التي لا يمكن الوصول إليها إلا سيرًا على الأقدام أو الجمال - والعديد من التصدعات والأودية التي تؤوي في بعض الأحيان قلتات والتي تتغذى من العواصف الرعدية النادرة والعنيفة التي تجوب الصحراء كل سنتين أو ثلاث سنوات.
يسكن المسيف الطوارق مجموعة كيل أجير. مدينتها الرئيسية هي جانت، واحة صغيرة على الحافة الغربية للمنطقة.

## الجيولوجيا

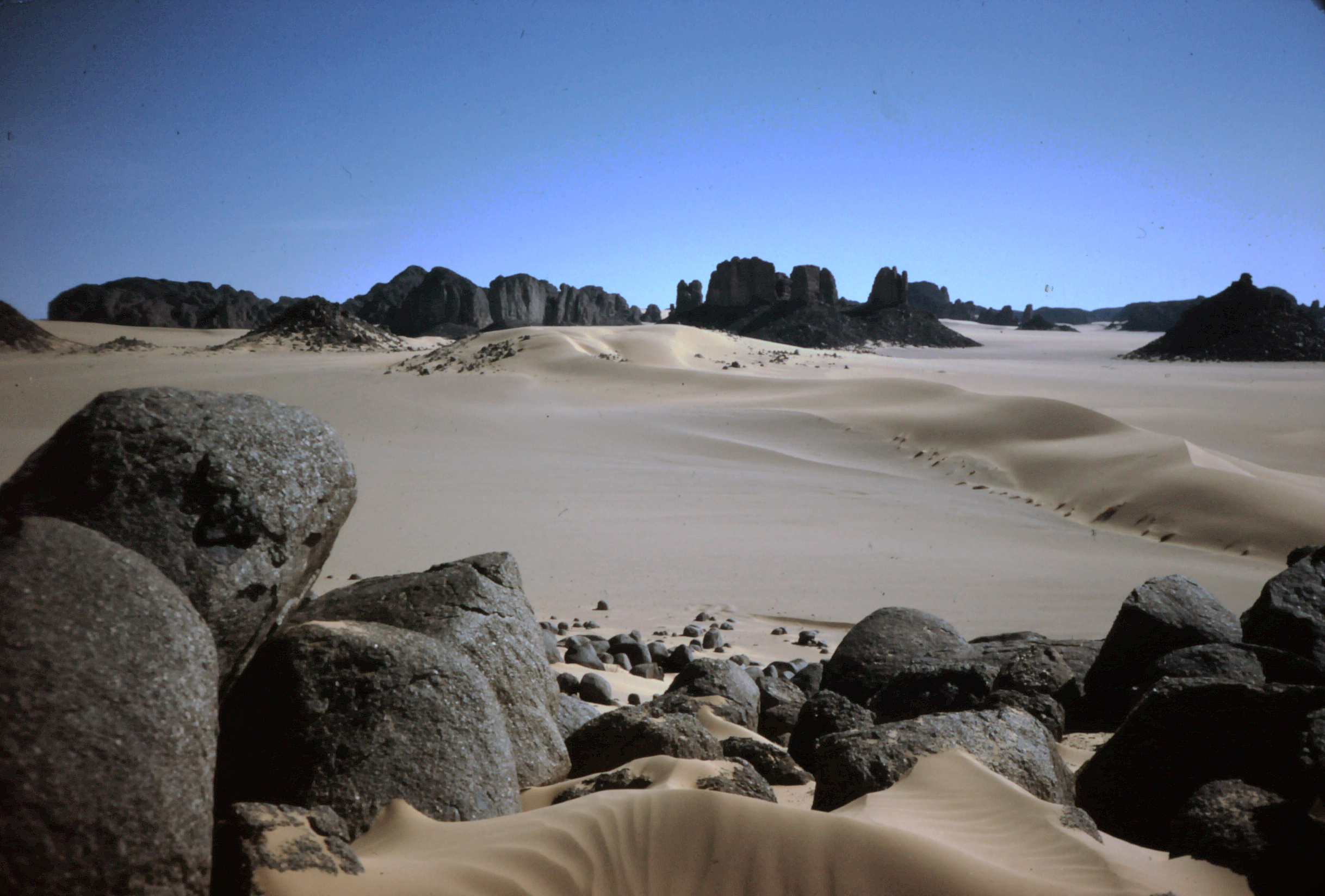
منظر لتاسيلي نجير بالقرب من حصن غارديل كانت الأحجار الرملية الفلزية من حقبة الحياة القديمة (حوالي 450 مليون سنة) محاطة بكثبان العرق الشرقي الكبير وتآكل الجرانيت إلى "كرات" في المقدمة.

يتكون الطاسيلي من الأحجار الرملية، التي تتشكل من الرواسب الرسوبية الكبيرة المتراكبة من الطمي الصلب والرمل الناتج عن التآكل الجزئي للجبال البلورية من حقبة الحياة القديمة (من -541 إلى -252.2 مليون سنة ) وترسبت من المحيطات أثناء حقبة الحياة الوسطى (من -252.2 إلى -66 ما) التي تغطي الصحراء الحالية بأكملها. بعد ذلك، دفعت القاعدة المكونة من الحجر الرملي الطبقي عند الأطراف بسبب ثوران كتلة الهقار. التغيرات المناخية والمائية القوية جرفت ونحتت وشكلت الصخرة قبل حوالي 4 ملايين سنة.
نقسم منطقة الطاسيلي إلى 03 أقسام:
الطاسيلي الداخلي: يعود تكوينه إلى العصر الأردوفيني، وهو واقع بين النجد المتبلور للهقار والمنطقة السفلية لسهول الطاسيلي.
الطاسيلي الخارجي : يعود تاريخه ما بين العصر السيلوري والدوفيني الأسفل ، وهو يمتد بين الأخدود الداخلي للطاسيلي والمنطقة التي يقع فيها وادي إيغرغارن.
الأخدود أسفل الطاسيلي : يعود تاريخه إلى العصر السيلوري حوالي 420 مليون سنة، وهو عبارة عن منخفض يقع في قاعدة الطاسيلي الداخلي وقاعدة الطاسيلي الخارجي وتصب فيه معظم أودية الطاسيلي الداخلي.
منذ ملايين السنين، جرفت المياه في التاسيلي التربة. ثم، عندما عمّ الجفاف، جاء دور الريح لنحت وصقل هذه الصخور الرخوة دون توقف. لا تزال الأمطار النادرة، حتى الأنهار الاستثنائية، كانت السبب في هذا التآكل الكبير، وذلك لأنه لا يوجد غطاء نباتي يحتفظ بالمياه التي تحفر الصخور. درجة الحرارة هي سبب آخر للتآكل. الفرق بين الليل والنهاريصل في بعض الأحيان الخمسين درجة. تنفجر الحجارة حرفيًا بسبب تأثير هذه الاختلالات الرهيبة في الحرارة حتى تصبح غبارًا رمليًا (الظاهرة تسمى التفلق الصخري أو التكسر الهلامي ).
تتكون كهوف طاسيلي من مجموعة من تشكيلات الصخور البركانية والرملية الغريبة الشكل والتي تشبه الخرائب والأطلال، وتعرف باسم "الغابات الحجرية". وتوجد الكهوف فوق هضبة مرتفعة يجاورها جرف عميق في منطقة تتواجد بها نسبة كبيرة من الكثبان الرملية المتحركة. تحتوي جدران هذه الكهوف مجموعة من النقوش الغريبة التي تمثل حياة كاملة لحضارة قديمة. ومن تحليل هذه الصور اكتشف الخبراء أن تاريخها يعود إلي 20 ألف عام.

## البيئة
بسبب الارتفاع وخصائص الاحتفاظ بالمياه في باطن أرض طاسيلي ناجر فإن الغطاء النباتي في هذه الأرض القاحلة تعتبر ثرية إلى حد ما عن الصحراء المحيطة بها فهي تشمل تواجد الغابات المنتشرة منها أشجار السرو الصحراء المتوطنة المهددة بالانقراض حيث لم يبقَ منها إلا حوالي 230 شجرة محصية، عمر كل واحدة يتعدى 2000 سنة، و ميرتل الصحراء في النصف الشرقي من أعلى النطاق.
بيئة طاسيلي ناجر مصنفة في ملحق الشجيرات الغابات الجبلية للصحراء الغربية.

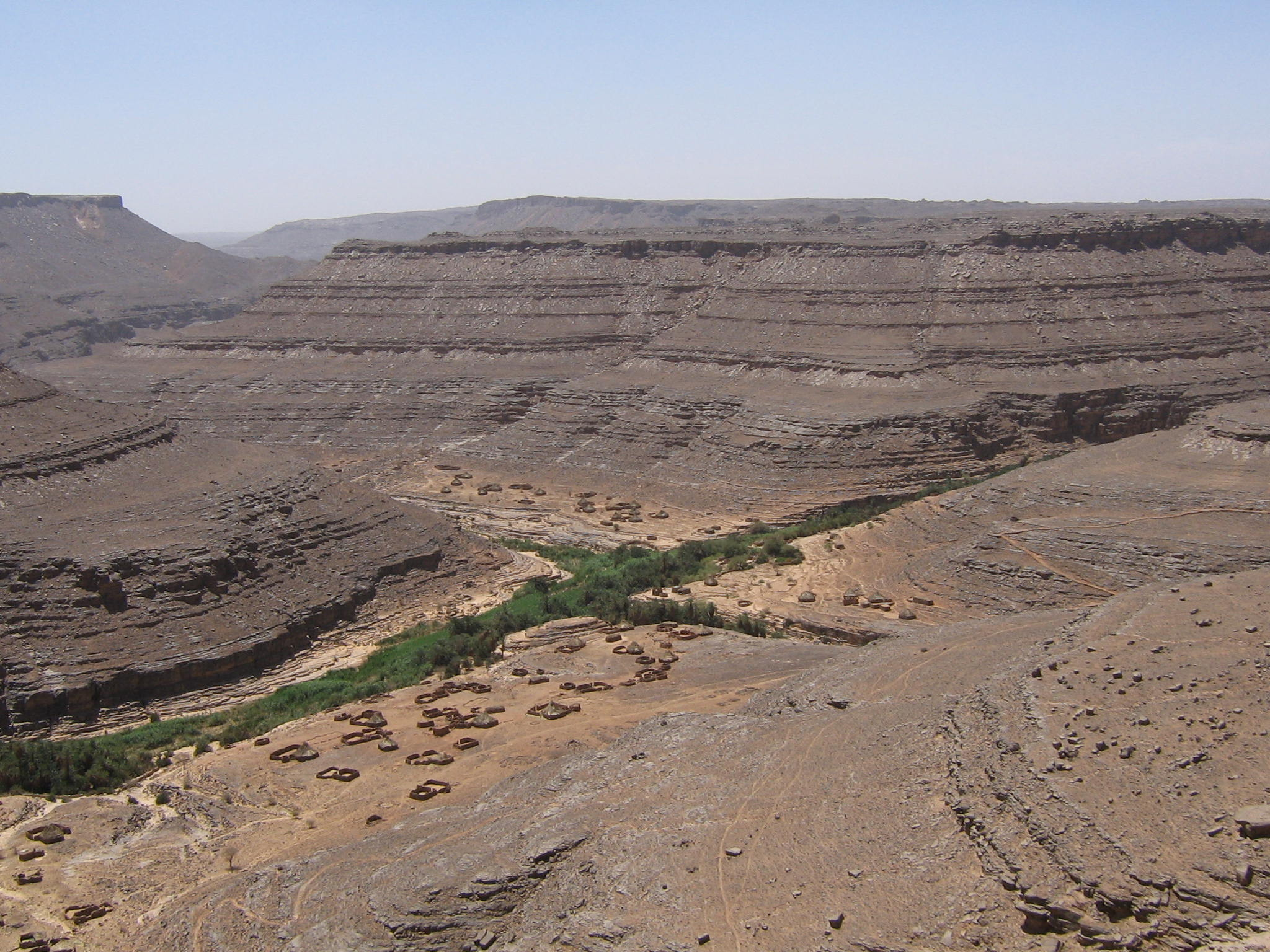
مباني بدائية وسط سلسلة من الجبال الصخرية في منطقة ا
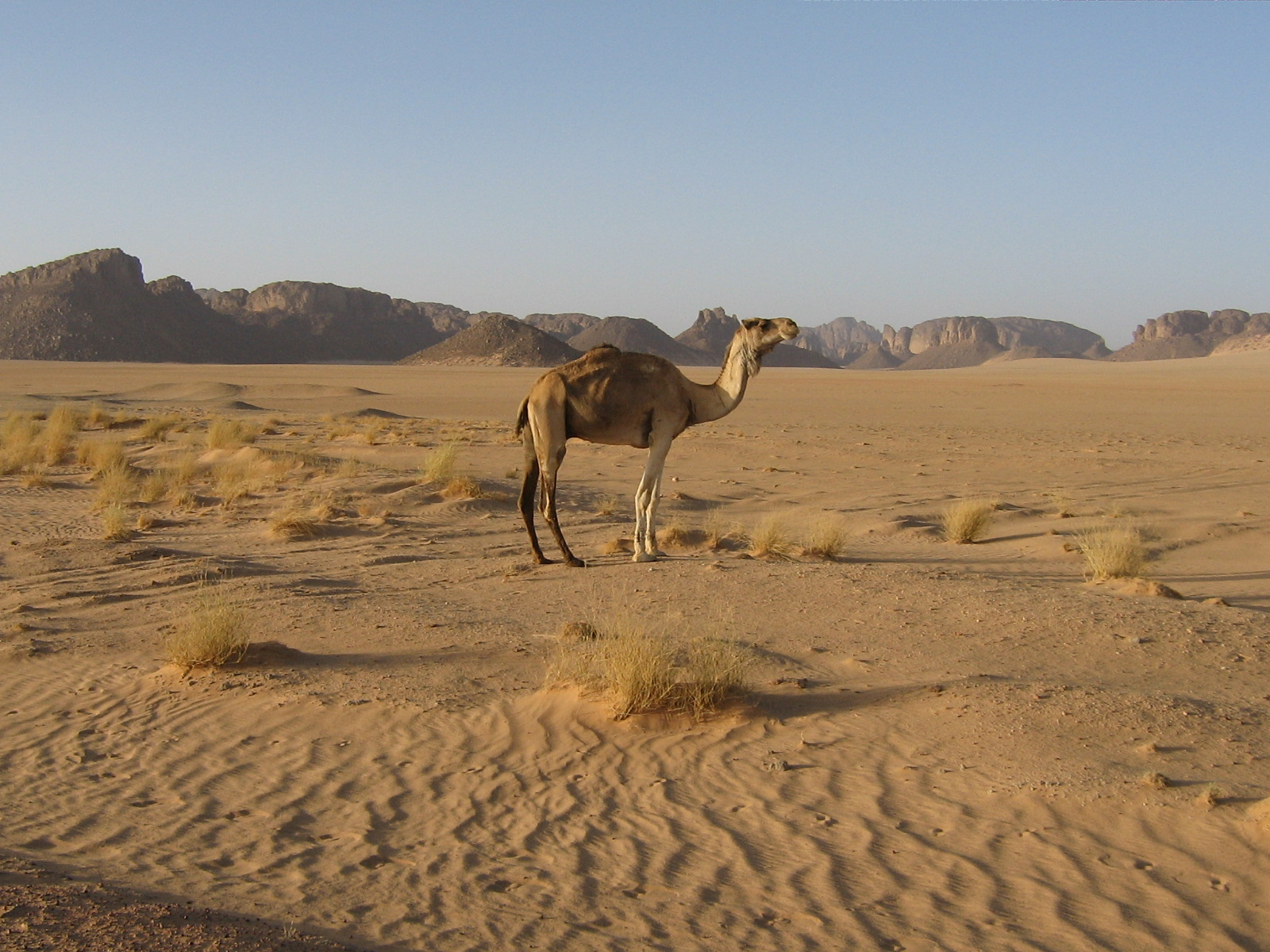
جمل وحيد بعيد عن القطيع في الطاسيلي.
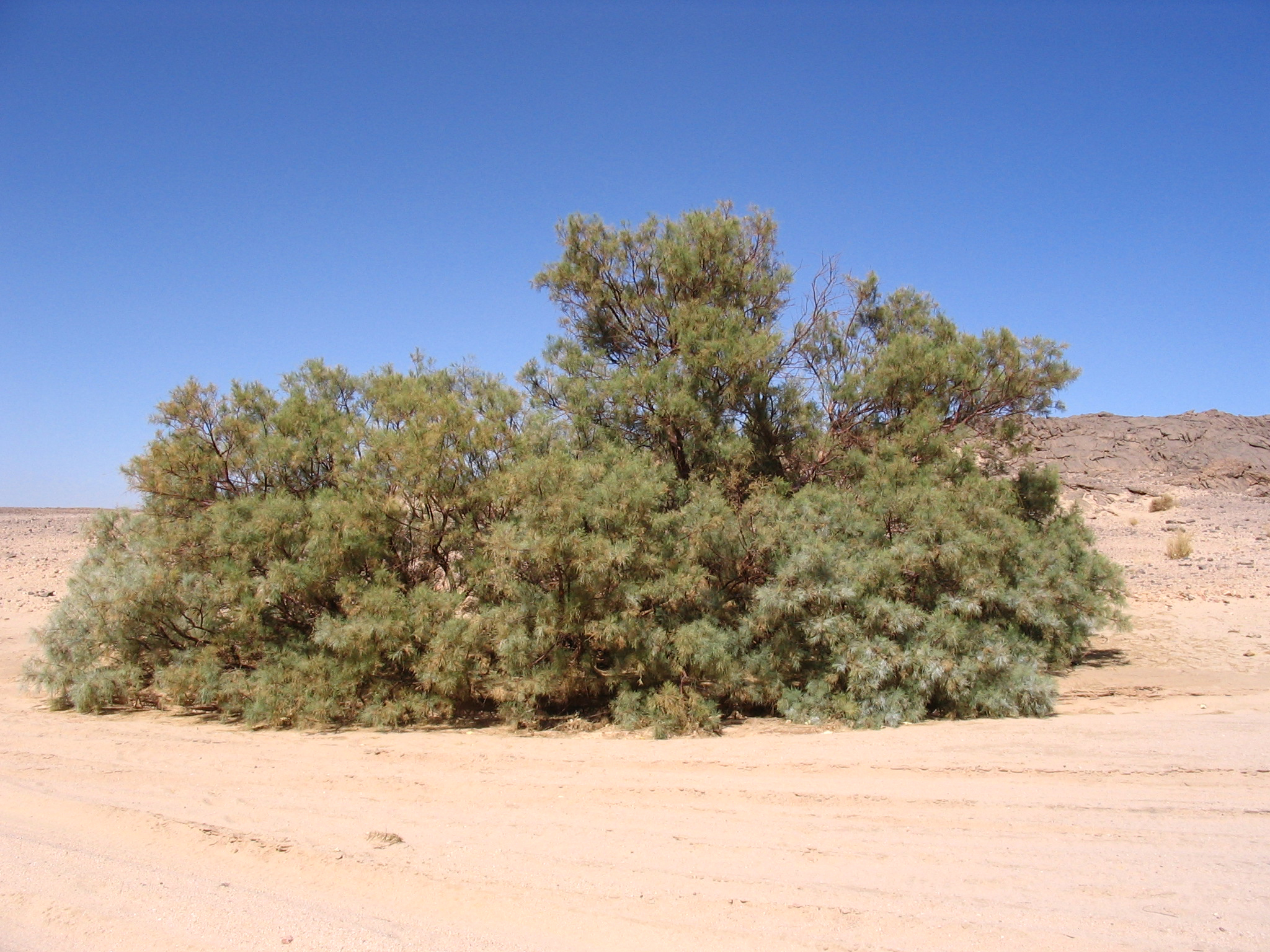
نبات تاماريس في طاسيلي ناجر
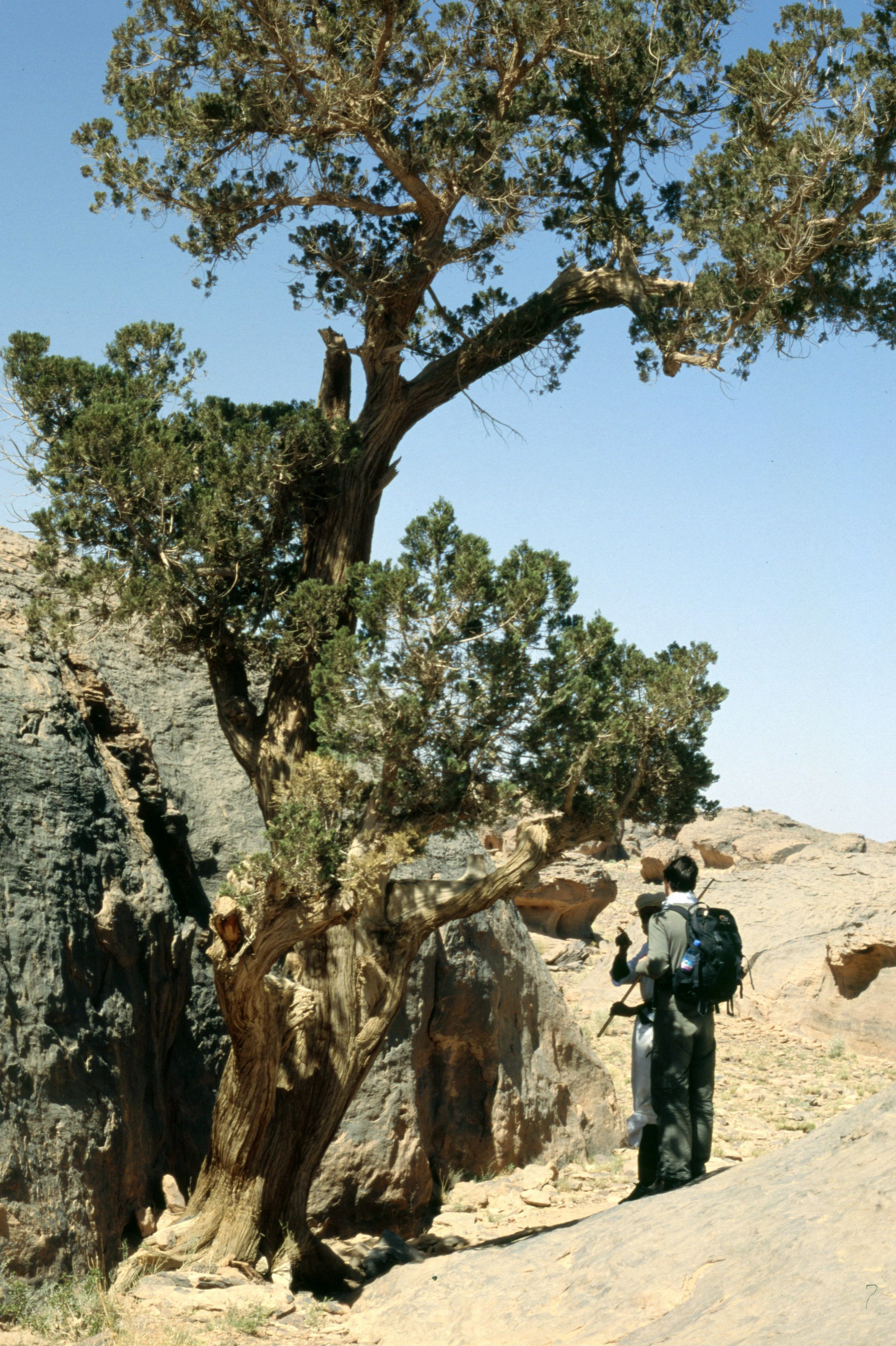
سرو صحراوي خاص بالمنطقة مهدد بالانقراض

## الحقب التاريخية

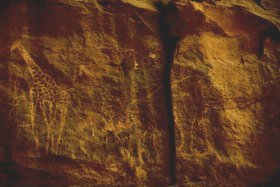
صور نحاتية لتربية الحيوانات في الطاسيلي ناجر

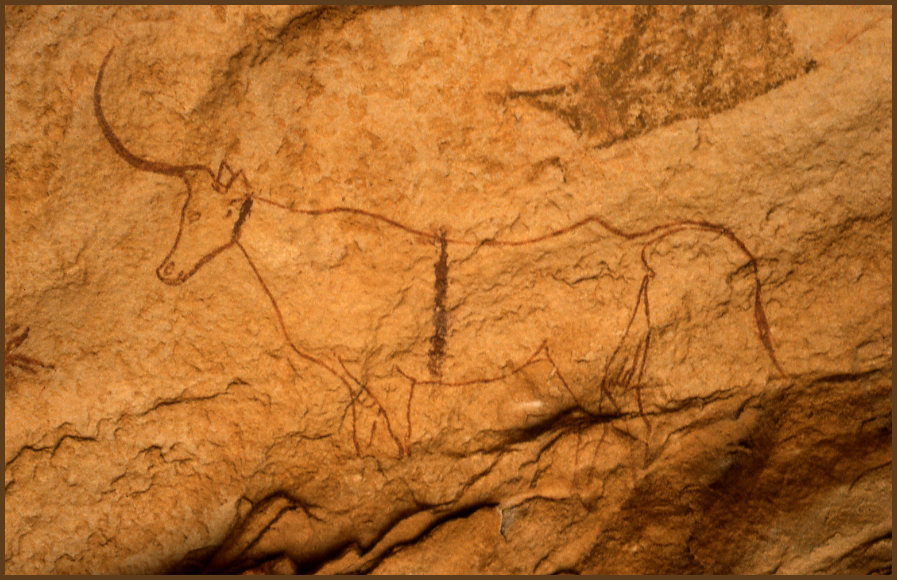
نقش صورة لبقرة من قطيع في طاسيلي ناجر

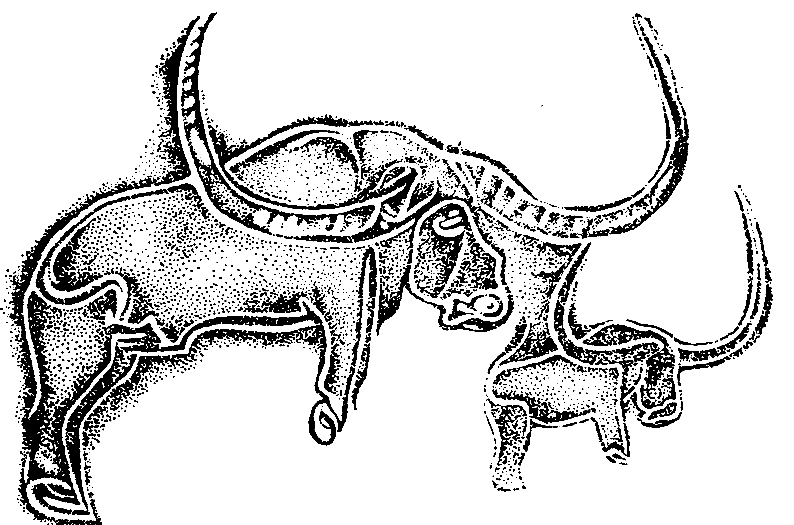
نقش صورة ثيران ضخمة للعصر البابلسي

خلال الفترة الرطبة من العصر الحجري الحديث (ما بين 9000 و 2500 قبل الميلاد)، كانت الصحراء الكبرى مكسوة بالعشب وتصلح لأن يستوطنها البشر والحيوان مثل النعام والزرافات والفيلة والظباء. كما ساعدت وفرة المياه وبعض البحيرات الكبيرة هناك على تشجيع حياة الأسماك والتماسيح وفرس النهر. فساعدت هذه الظروف المؤاتية صيادي البراري وفيما بعد الرعاة على بناء المخيمات والمساكن في مختلف هضاب وأراضي الصحراء المرتفعة الخصبة.
وبحلول عام 2500 قبل الميلاد، أصبحت الصحراء، باستثناء نهر النيل، أرضا قاحلة فلم تعد تصلح أن يسكنها بني البشر. ولكن ذلك الماضي الخصب بقي من خلال الرسومات والنقوش التي تركها السكان مجسدة على الصخور عبر بقاع الصحراء. فعلى تلك الصخور أصبحت الرسومات الجميلة للأشكال البشرية تذكارا مرئيا لمعتقدات وممارسات سكان شمال أفريقيا الأقدمون خلال فترات تكيفهم مع بيئتهم المتغيرة واكتسابهم لأدوات وعادات جديدة.
فأكثر من نصف الفنون المنقوشة على الصخور الصحراوية توجد في منطقة طاسيلي ناجر ("سهل الوديان العديدة" بلغة الطوارق) جنوب شرق الجزائر. وتوجد مواقع أخرى في الصحراء الليبية وشمال النيجر. فقد تم التعرف على أزيد من 30 ألف موقع إلى حد الآن.
وأصبح تحديد تاريخ تلك الرسومات والنقوش موضع نقاش ساخن بين العلماء رغم أنهم يتفقون عموما على أنه يمكن تقسيم تلك الحقبة إلى أربع حقب رئيسية متتالية بناء على أسلوب ومحتوى الرسومات:
- الحقبة البائدة أو البابلسية (مرحلة الصيد البري قبل 5000 قبل الميلاد):

تُجسد النقوش المحاكية للطبيعة على الأحجار ذات الأشكال الضخمة الحيوانات التي تعرضت للانقراض في تلك الحقبة بما فيها البقر الوحشي والفيلة ووحيدي القرن والزرافات والظباء وفرس النهر. ويكاد لا يكون هناك أي تجسيد للحيوانات الأليفة مما قد يعني أن السكان آنذاك قد اعتاشوا بصيد الحيوانات الضخمة. وتظهر أشكال الرجال وهم مسلحون بالعصي والرماح والفؤوس والأقواس. وتتمثل أحسن النماذج عن هذه الحقبة في نقوشات وادي دجيرات في طاسيلي الناجر، والزرافات في منطقة أير بالنيجر وبعض النقوش في منطقة المساك اليبية.
- الحقبة البوفيدية (رعاة القطعان) 4500 إلى 2500 قبل الميلاد:

توافق هذه الحقبة وصول القطعان إلى شمال أفريقيا ما بين 4500 و 4000 قبل الميلاد. إذ أن غالبية النقوش والرسومات تعود إلى هذه الحقبة. وتبين بعض المشاهد أشخاصا وهم منهمكون في قضاء أعمالهم اليومية بينما تجسد نماذج أخرى قطعان الحيوانات المولفة والأغنام والماعز وأحيانا تبين الرعاة بقرب قطعانهم. هذه الرسومات لها سحنة أكثر جمالا بفضل استخدام اللون الصلصالي الأحمر والصبغات البيضاء. ويعتقد أن الرسامين كانوا من الرعاة الرحل يشبه أسلوبه معيشتهم قبائل النوبة اليوم في السودان والقبائل الفولانية في النيجر. وتوجد غالبية الرسومات البوفيدية في طاسيلي وجبال أكاكوس في ليبيا.
- حقبة الخيول (حوالي 1200 قبل الميلاد):

تجسد الرسومات من هذه الحقبة بشرا مسلحين بأسلحة صغيرة وعربات تجرها الخيول. ويعتقد أن الحصان كان قد بدأ استخدامه في الصحراء حوال 1200 قبل الميلاد. كما تعتبر جودة هذه الرسومات هزيلة بالمقارنة مع الحقبة السابقة حيث تبدو أشكال البشر أقل حجما وتتخذ شكل ساعات رملية.
- حقبة الجمال (1200 قبل الميلاد):

بحلول هذا التاريخ، تمت عملية التصحر في شمال أفريقيا فاستعيض عن الحصان بالجمل "صديق الصحراء" في فن الرسم على الصخور وفي حياة الناس.
خضعت عملية تقسيم تاريخ شمال أفريقيا هذه للتمحيص من قبل العلماء الذين يتساءلون عن مدى مصداقية التسلسل الزمني على صعيد الصحراء ككل. حيث يعيق حجم الصحراء الهائل والتعقيدات السياسية في المنطقة إجراء دراسة أكثر خصوصية تركز على التنوع الإقليمي. ولهذا يبقى فن النقش على الصخور عموما مجالا ينقصه البحث وبذلك غير مفهوم بشكل جيد.
كانت الصحراء الغربية لشمال أفريقيا مصبا لنهر النيل قبل عشرات آلاف السنين كما يقول بعض العلماء مستدلين على الكمية الهائلة من المياه الجوفية والبحيرات المتواجدة بها.

## فن ماقبل التاريخ
تم العثور على تحف فنية من أشكال لحيوانات في نطاق الطاسيلي ويلاحظ أيضا لوحات ما قبل التاريخ في الصخور وغيرها من المواقع الأثرية القديمة، التي يرجع تاريخها إلى العصر الحجري الحديث عندما كان المناخ المحلي رطب بكثير مع تواجد السافانا بدلا من الصحراء.وتتنوع الصور الموجودة بين صور لعمليات رعي الأبقار وسط مروج ضخمة، وصور لخيول، ونقوش لانهار وحدائق غناء،وحيوانات برية، ومراسم دينية، وبعض الآلهة القديمة.
وقد كان الوصول إلي اكتشاف هذه الكهوف صعبا ومتأخرا، نتيجة لوقوعها في قلب منطقة "جبارين" حيث الصحراء قاحلة والمناخ شديد الحرارة. يسكن السلسلة الجبلية فرع من الطوارق وهم كل الأجر يتمركزون في عاصمة الطاسيلي جانت

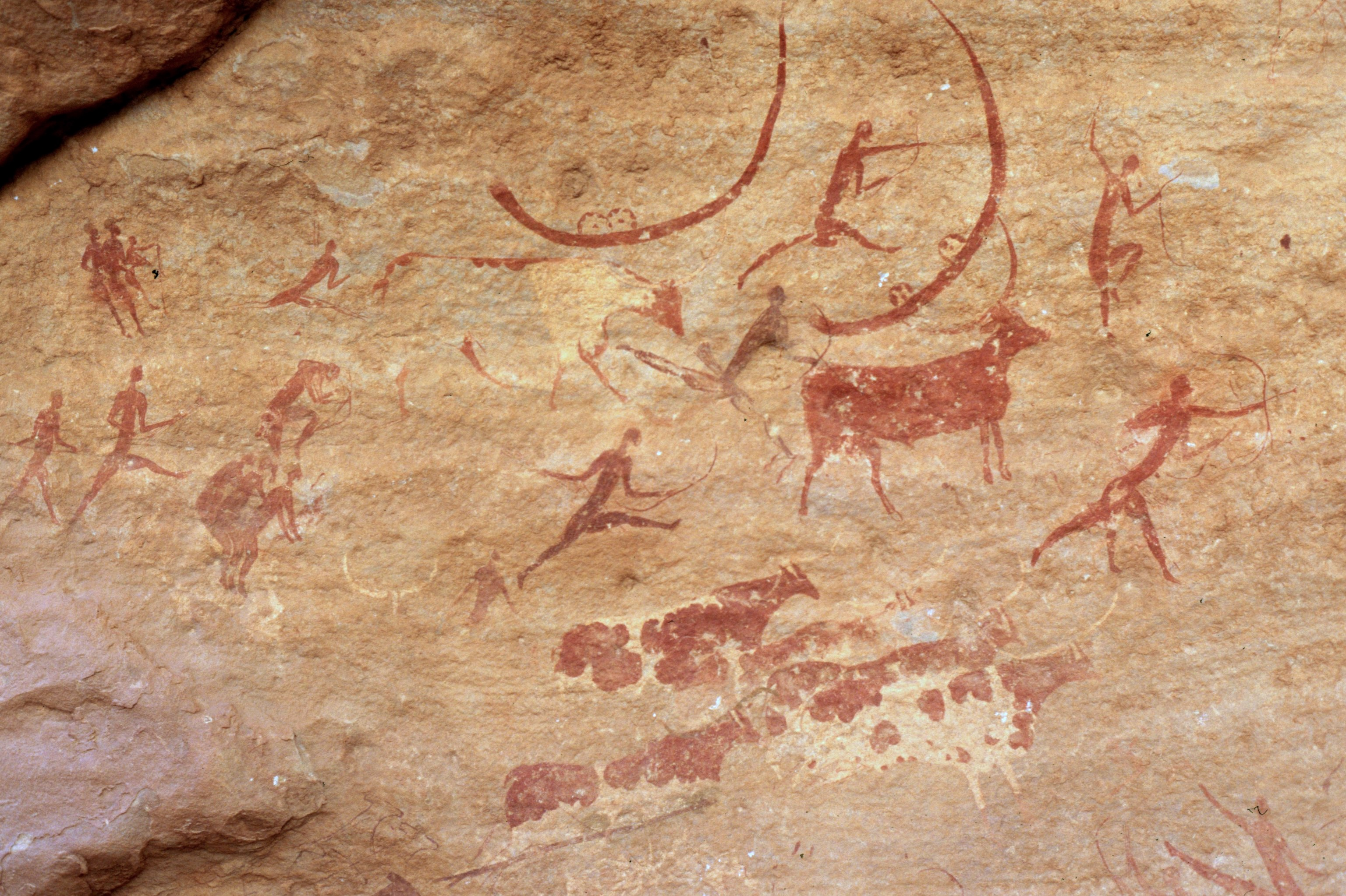
صورة مرسومة على صخور الطاسيلي
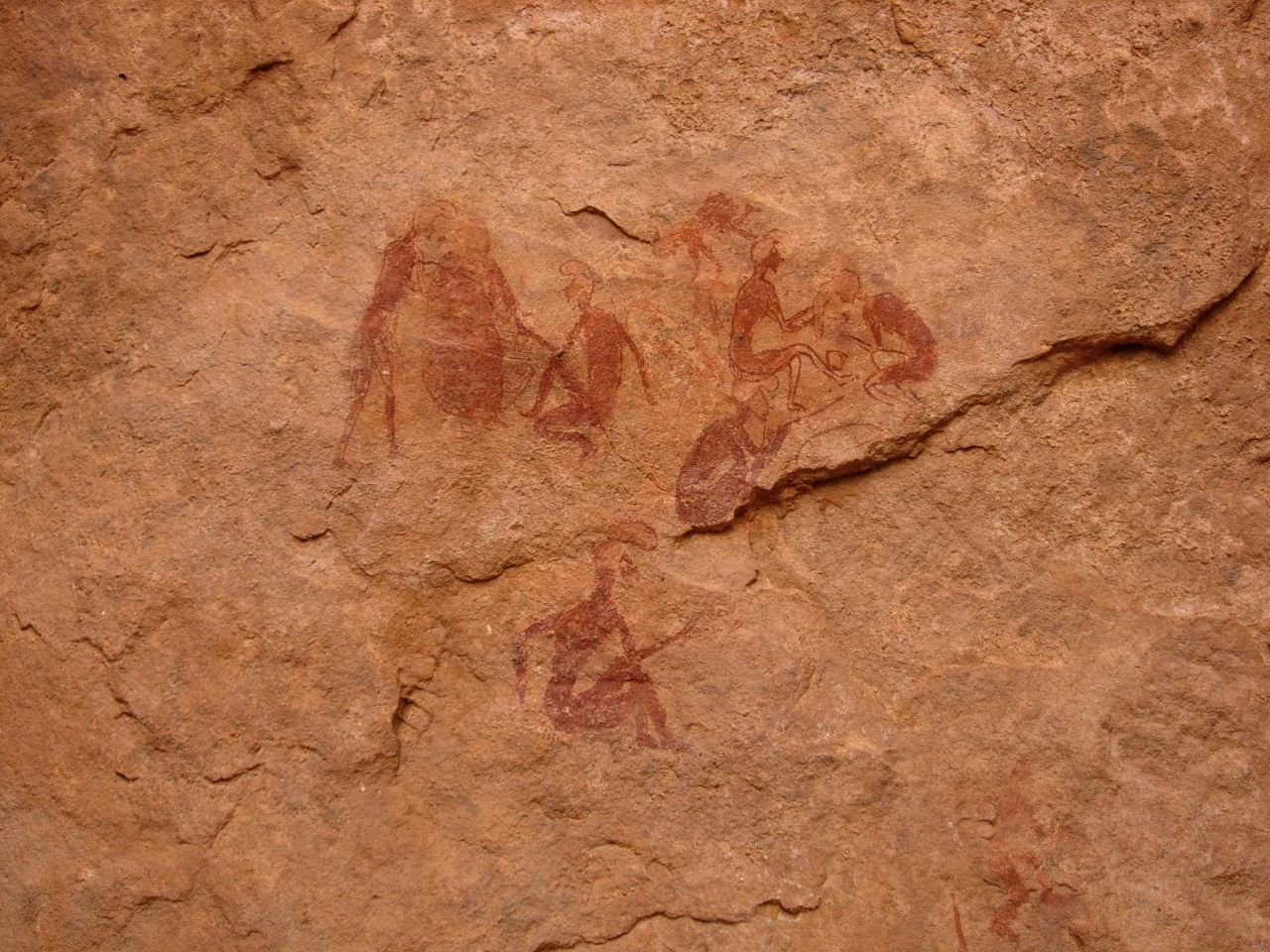
صورة مرسومة على صخرة بالصحراء الليبية
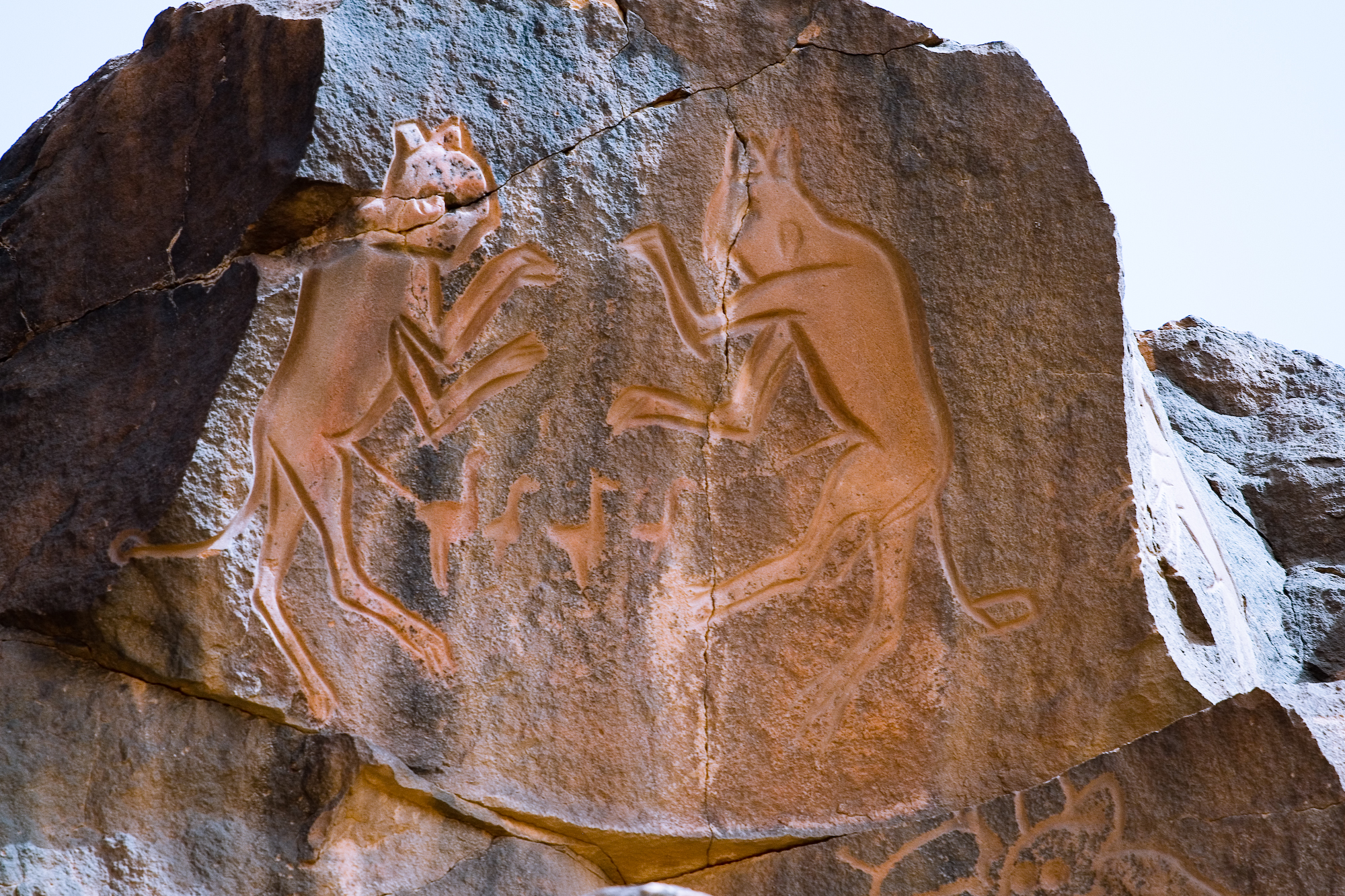
حيوانات أسطورية
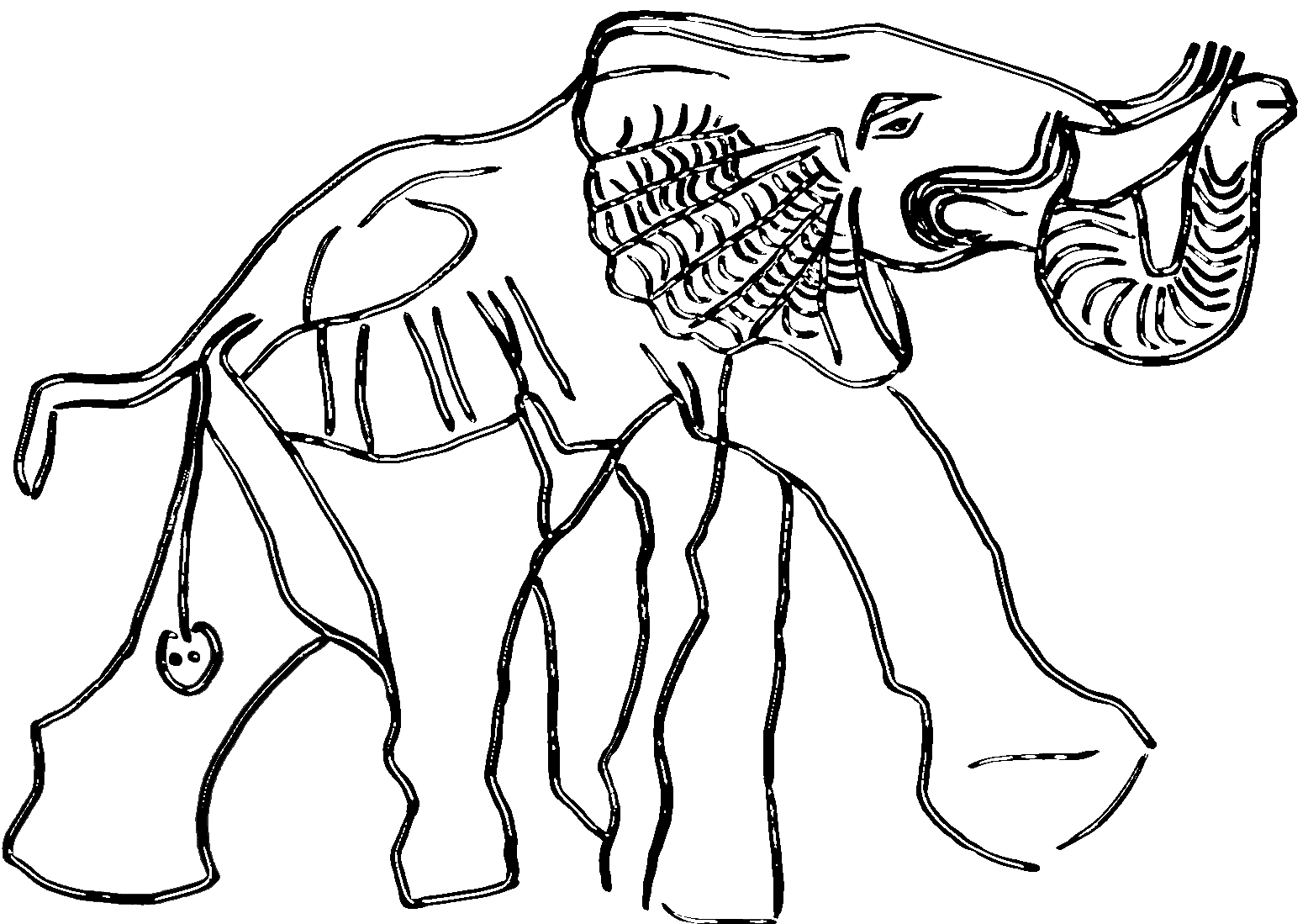
رسم لفيل أفريقي
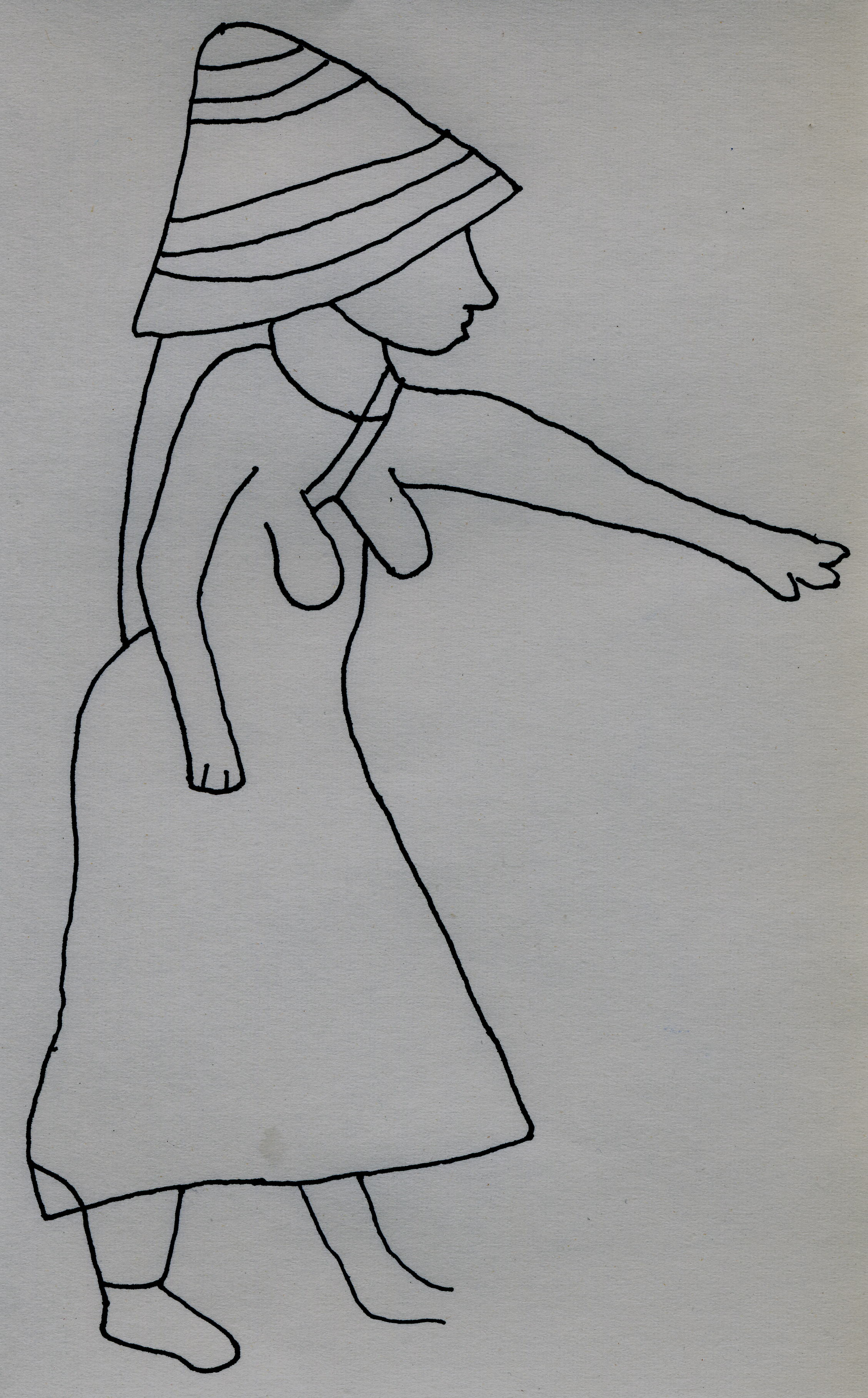
رسم إعدادي لامرأة
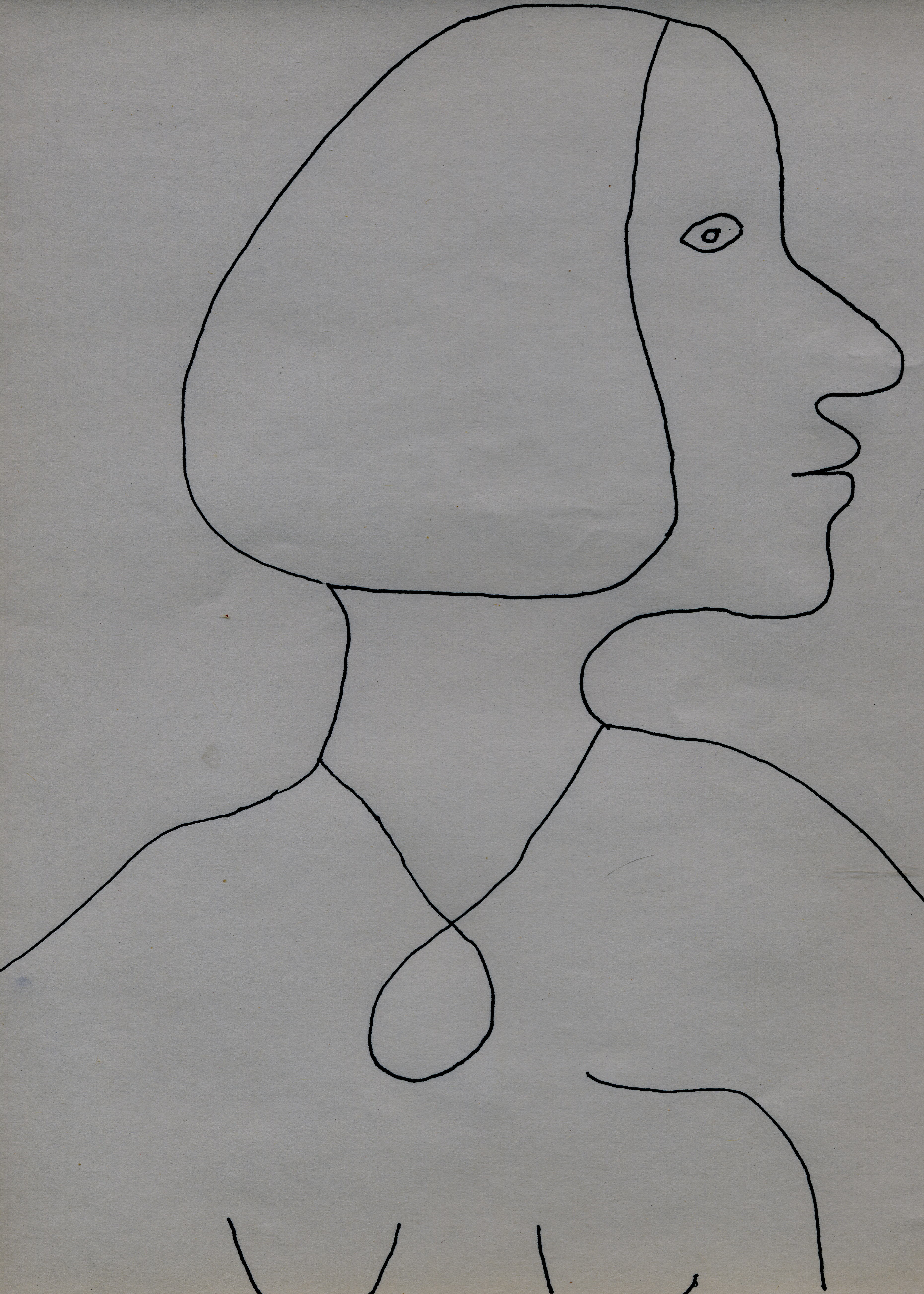
رسم إعدادي لامرأة
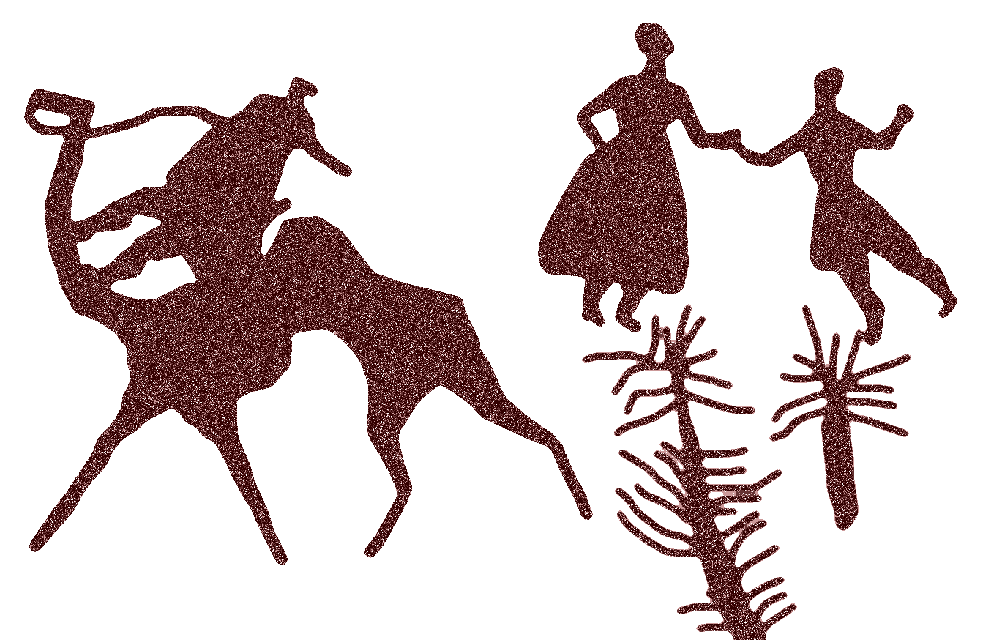
رسم لجمل

## تصنيف اليونيسكو
في 1982 أدخلت اليونسكو الموقع في قائمة التراث العالمي وفي 1986 محمية الإنسان والبيوسفير حيوانات نادرة في طريق الانقراض وجدت ملاذا في المنطقة كاللأروية (الضأن البربري) وأنواع عديدة من الغزال والفهود وحيوانات أخرى.
وبعد أن صنفتها اليونيسكو ضمن الإرث التاريخي الوطني في يوليو 1972، تم إدراج طاسيلي ناجر إرثا حضاريا عالميا سنة 1982 بفضل ثرواتها الثقافية ثم لقيت الاعتراف في شبكة برنامج اليونيسكو الإنسان والمجال الحيوي كمحمية إنسانية ومجال حيوي، في حين تم إدراج بحيرة إهرير سنة 2001 كمنطقة رطبة ذات أهمية عالمية ضمن لائحة معاهدة رامسار الدولية حول المناالطق الرطبة.
يشكل الموقع أكبر متحف للرسوم الصخرية البدائة في كل الكرة الأرضية وقد تم إحصاء أكثر من 30،000 رسم تصف الطقوس الدينية والحياة اليومية لللإنسان الدي عاش في هذه المناطق أثناء حقبة ما قبل التاريخ. مما ينبهنا ويجعلنا نتخيل كيف كانت هذه المناطق القاحلة العقيمة تعج الخضرة والحياة.

## النشاط السياحي
بعد أن تم تصنيفها من طرف المسؤولين الجزائريين كحديقة وطنية محمية وتصنيفها من طرف اليونيسكو كإرث حضاري عالمي تم إعادة إحياء هيبتها العالمية وذلك بإدراجها في مختلف المزارات والمعارض السياحية العالمية وهي تعتبر مع جبال الهقار قلب توجه السياح المحليين والأجانب لما تمتلكه من مواقع تجذب السياح فهي تمتلك أكبر متحف للنقوش الحجرية عبر مناطقها بهضبة مداك (تامريت وسفار وجبرين)، كما يعتبر رواق واد جرات الموجود على الهواء الطلق الأكبر من نوعه في المعمورة وهو يمثل أجمل رواق للنقوش الصخرية في الجزائر بمحطاته ال75 التي تضم أزيد من 4.000 شكل تم جردها عبر مسافة تقدر بنحو 30 كم.وذلك دون احتساب باقي الرسومات الأخرى ومجموعها 30.000 شكل.
وللحفاظ على محمية طاسيلي تم القيام بإجراءات تطبيقية لحماية السياح وعذرية الأثار كمرافقة مرشد رسمي لزوار الحديقة يحترم إجراءات الحماية التي وضعت منذ سنوات من طرف ديوان الحظيرة الوطنية للطاسيلي، ومسار الجولة يحدد بصفة مسبقة كما أن الزيارات تكون مرخصة وكل زائر يتوجب عليه الإمضاء على ميثاق حسن السلوك وذلك قبل الانطلاق في جولته حتى يضمن جولة سياحية في منطقة تحكي حكايتها النقوش الحجرية.
يسمى هذا النوع من السياحة بسياحة المغامرة (Active vacation) التي تعتبر نوعا من الرياضة، وتقتصر على مجموعة من السياح المتدربين والمتمرسين. يمثل هذا المجال السياحي حولي 8٪ من سوق السياحة العالمية. مجموعة كبيرة من الجزائريين تعيش على هذه السياحة التي تعرف تدهورا بسبب الارهاب والسياسة السياحية الفاشلة.

## وصلة خارجية
- أولى تحفات الفن الشمال أفريقي
- Tassili n'Ajjer - fjexpeditions.com
- طاسيلي ناجر موقع لوكليس.

## قراءة معمقة
الل===
- Bahn، Paul G. (1998) The Cambridge Illustrated History of Prehistoric Art Cambridge، Cambridge University Press.
- Bradley، R (2000) An archaeology of natural places London، Routledge.
- Bruce-Lockhart، J and Wright، J (2000) Difficult and Dangerous Roads: Hugh Clapperton's Travels in the Sahara and Fezzan 1822-1825
- di Lernia، Savino (6 مارس 2017). "The Archaeology of Rock Art in Northern Africa". The Oxford Handbook of the Archaeology and Anthropology of Rock Art. Oxford University Press. ISBN:9780190607357.
- Chippindale، Chris and Tacon، S-C (eds) (1998) The Archaeology of Rock Art Cambridge، Cambridge University Press.
- Clottes، J. (2002): World Rock Art. Los Angeles: Getty Publications.
- Coulson، D and Campbell، Alec (2001) African Rock Art: Paintings and Engravings on Stone New York، Harry N Abrams.
- Frison-Roche، Roger (1965) Carnets Sahariens Paris، Flammarion
- Holl، Augustin F.C. (2004) Saharan Rock Art، Archaeology of Tassilian Pastoralist Icongraphy
- Lajoux، Jean-Dominique (1977) Tassili n'Ajjer: Art Rupestre du Sahara Préhistorique Paris، Le Chêne.
- Lajoux، Jean-Dominique (1962)، Merveilles du Tassili n'Ajjer (The rock paintings of Tassili in translation)، Le Chêne، Paris.
- Lhote، Henri (1959، reprinted 1973) The Search for the Tassili Frescoes: The story of the prehistoric rock-paintings of the Sahara London.
- Lhote، Henri (1958، 1973، 1992، 2006) À la découverte des fresques du Tassili، Arthaud، Paris.
- Mattingly، D (ed) (forthcoming) The archaeology of the Fezzan.
- Muzzolini، A (1997) "Saharan Rock Art"، in Vogel، J O (ed) Encyclopedia of Precolonial Africa Walnut Creek: 347-353.
- Whitley، D S (ed) (2001) Handbook of Rock Art Research New York: Altamira Press.

### بالفرنسية
- Le Quellec، J-L (1998) Art Rupestre et Prehistoire du Sahara. Le Messak Libyen Paris: Editions Payot et Rivages، Bibliothèque Scientifique Payot.
- Van Albada، A. and Van Albada، A.-M. (2000): La Montagne des Hommes-Chiens: Art Rupestre du Messak Lybien Paris، Seuil.
- Jean-Dominique Lajoux (2012). Murs d'images. Pierres tatouées. Errance. ص. 315. ISBN:978-2-87772-446-3. Jean-Dominique Lajoux, 2012. {{استشهاد بكتاب}}: |format= بحاجة لـ |url= (مساعدة)